# Корак напред (албум)
Корак напред је трећи студијски албум српске фолк певачице Анице Миленковић, издат 1993. за ПГП РТС. На овом албуму музику за неке песме је радила сама певачица.

## Списак песама
Аутор(и) свих текстова: Стевица Спасић. 
| №   | Назив                 | Музика                        | Трајање |  |
| 1.  | Корак напред          | Драгољуб Ристић Лаки          | 3:09    |  |
| 2.  | Нема фрке             | Драгољуб Ристић Лаки          | 2:55    |  |
| 3.  | Савладај тугу         | Звонко Демировић              | 4:41    |  |
| 4.  | Теби иде како треба   | Звонко Демировић              | 3:09    |  |
| 5.  | Волела сам тебе тајно | Ас                            | 3:02    |  |
| 6.  | Ђачки споменар        | Драгољуб Ристић Лаки          | 2:48    |  |
| 7.  | Проговори тиха ноћи   | Аница Миленковић              | 3:30    |  |
| 8.  | Другарице моја        | Аница Миленковић              | 2:42    |  |
| 9.  | Тако је рекао Бог     | Аница Миленковић              | 4:32    |  |
| 10. | Нисам срећа твоја     | Дејан Златановић (композитор) | 3:53    |  |